# 忌部栄次郎
忌部 栄次郎（いんべ えいじろう、1954年6月18日 - ）は、国際年金経済研究所主任研究員、経営コンサルタント、データベースマーケティング・データマイニング・ビッグデータ研究者。山口県下関市出身。西南学院大学商学部卒業。

## 経歴
1976年大学在学中、岸信介事務所に入所する。これは忌部の祖父である藤本万次郎の意図によるものである。
1978年大学卒業後株式会社EDWIN入社、マーケティング担当責任者、物流担当責任者などを経て、1986年に社長室責任者。
EDWINのイタリア/ミラノのフィオルッチ・（フィオリッチ）/FIORUCCI買収に伴い、フィオルッチ・（フィオリッチ）/FIORUCCI統括責任者。
1990年代初頭よりFIORUCCIの運営会社Sagittario SRLの総責任者として、インターネットの活用による南米3ヶ国、アフリカ2ヶ国を含む、世界27ヶ国でグローバルライセンスビジネスを展開。
株式会社EDWINライセンス事業部統括責任者、リクリーティング本部統括責任者、生産部レディス統括責任者、データ解析/web戦略統括責任者、経営会議統括責任者等、TOPマネジメント各職歴任
1996年EDWIN退社。株式会社M.L.C設立。元西武百貨店社長水野誠一が設立したアート．ボックス/ART・BOXの立ち上げに参画。営業本部長・企画本部長。日本初の本格ネットスーパー西友の西友ネットスーパー、アートボックス・ネット等の事業計画・実施担当。この経験と実務をデータベースマーケティング論として西南学院大学商学部教授小森俊介と共同研究。ゼミ内で研究講義を行う。
2007年、国際年金経済研究所主任研究員　就任。IT、データベースマーケティング、ビッグデータ研究。